# 劉元震
劉元震（1540年—1620年），字衍亨，又字元東，號復斋，直隸河間府任丘縣人，明朝政治人物。

## 生平
隆慶四年（1570年）庚午科順天鄉試第四十四名舉人，隆慶五年（1571年）聯捷辛未科會試第六十二名，二甲進士。選庶吉士，萬曆元年（1573年）授編修，四年六月充《大明会典》纂修官，七年八月充经筵展書官，十年四月升侍读，九月与修撰刘楚先管理诰敕，又充编纂六曹章奏官，升左谕德，十五年二月以大典告成，升左春坊左庶子兼翰林院侍读，十六年闰六月充经筵日讲官，十七年八月升國子監祭酒，仍充经筵讲官，十八年十二月升南京礼部右侍郎，二十年七月改任南京吏部右侍郎，十一月改礼部右侍郎兼翰林院侍读学士，二十一年七月升左侍郎，二十二年二月充经筵讲官，九月礼部尚书罗万化养病，刘元震暂署部印，不久改吏部左侍郎，十二月掌詹事府印，二十三年二月担任礼部会试考试官，七月教习庶吉士，二十九年六月因父母年老，乞归养。卒于萬曆四十八年庚申，享年八十一。天啓中，赠礼部尚书，谥文庄。

## 家族
曾祖劉璟；祖父劉蓁，贈戶部郎中；父劉勃，按察司僉事。母章氏（封安人）。重慶下。弟劉元霖（進士）、劉元沖。從弟劉元翰、劉元泰。